# Barbarella
Barbarella lub Barbarella: królowa galaktyki – film fantastyczny produkcji francusko-włoskiej z 1968 roku w reżyserii Rogera Vadima. Obraz powstał na podstawie komiksu Jean-Claude’a Foresta pod tym samym tytułem.
Polska premiera odbyła się w czerwcu w 1970 roku.

## Fabuła
Atrakcyjna międzygwiezdna agentka Barbarella (Jane Fonda) z rozkazu Prezydenta Ziemi (Claude Dauphin) ma odnaleźć i przejąć tajną broń, która jest w posiadaniu pozbawionego skrupułów naukowca Durand Duranda (Milo O’Shea), który – dysponując śmiercionośną bronią pozytronową – mógłby terroryzować cały świat skonstruowanym przez siebie laserem o straszliwej mocy.
Podczas podróży statek Barbarelli ulega awarii i agentka zmuszona jest do przymusowego lądowania. Na lądzie pada ofiarą krwiożerczych dzieci i ich lalek-robotów. Uratowana z opresji przez myśliwego Marka (Ugo Tognazzi), udaje się do miasta rozpusty rządzonego przez despotyczną Czarną Królową (Anita Pallenberg). Tu sprzymierza się z oddziałami rewolucjonistów. Po licznych przygodach zostaje schwytana przez Duranda Duranda. Sługa złej Czarnej Królowej jest sadystycznym egzekutorem i postanawia zamęczyć Barbarellę w Maszynie Rozkoszy, narzędziu tortur własnej konstrukcji. Sadysta zasiada przy konsoli, która steruje dozowaniem orgazmów, po czym wygrywa na swojej sex-pianoli utwór Sonata Na Egzekucję Młodej Ziemianki Przez Przyjemność (ang. Sonata for Executioner and Various Young Women). Zamiast Barbarelli przegrzewa się jednak maszyna, tym samym Durand Durand zostaje pokonany.

## Obsada
- Jane Fonda – Barbarella
- John Phillip Law – Pygar
- David Hemmings – Dildano
- Milo O’Shea – dr Durand Durand
- Marcel Marceau – profesor Ping
- Robert Rietti – profesor Ping (głos)
- Anita Pallenberg – Czarna Królowa
- Claude Dauphin – prezydent Ziemi
- Veronique Vendell – kapitan Księżyc
- Serge Marquand – kapitan Słońce
- Ugo Tognazzi – Mark Hand
- Bernie Grant – Mark Hand (głos)
- Catherine Chevallier – Stomoxys
- Marie Therese Chevallier – Glossina